# 후지 TV 드라마틱 선데이
《드라마틱 선데이》(일본어: ドラマチック・サンデー, 영어: DRAMATIC SUNDAY)는 후지 TV에서 2010년 10월 17일부터 2013년 3월 24일까지 매주 일요일 21:00 - 21:54(JST)에 방송되고 있는 텔레비전 드라마 방송 범위의 명칭이다.

## 작품 목록

### 2010년
- 《퍼펙트 리포트》 : (10월 17일 ~ 12월 19일, 주연 : 마쓰유키 야스코)

### 2011년
- 《스쿨!!》 : (1월 16일 ~ 3월 20일, 주연 : 에구치 요스케)
- 《마루모의 규칙》 : (4월 24일 ~ 7월 3일, 주연 : 아베 사다오, 아시다 마나)
- 《아름다운 그대에게~미남☆파라다이스~2011》 (7월 10일 ~ 9월 18일, 주연 : 마에다 아츠코 (AKB48))
- 《나와 스타의 99일》 : (10월 23일 ~ 12월 25일, 주연 : 김태희, 니시지마 히데토시)

### 2012년
- 《하야미씨라고 불릴 날》 : (1월 15일 ~ 3월 18일, 주연 : 마쓰시타 나오)
- 《가족의 노래》 : (4월 15일 ~ 6월 3일, 주연 : 오다기리 죠)
- 《뷰티풀 레인》 : (7월 1일 ~ 9월 16일, 주연 : 도요카와 에쓰시, 아시다 마나)
- 《도쿄 에어포트~도쿄 공항 관제 보안부~》 : (10월 14일 ~ 12월, 주연 : 후카다 쿄코)

### 2013년
- 《dinner》 : (1월 ~ 3월, 주연 : 에구치 요스케)

## 같이 보기
- 후지 TV 월요일 밤 9시 드라마
- 후지 TV 화요일 밤 9시 드라마
- 간사이 TV 화요일 밤 10시 드라마
- 후지 TV 목요극장
- 후지 TV 토요 드라마 → 후지 TV 토드라